# Krzysztof Bosak
Krzysztof Bosak (Zielona Góra, 13 giugno 1982) è un politico polacco.

## Biografia
Fu presidente della Gioventù polacca dal 2005 al 2006 e uno dei fondatori nonché attuale vicepresidente del Movimento Nazionale. 
Candidatosi alle elezioni presidenziali polacche del 2020, ha ottenuto il 6,78% dei voti giungendo al quarto posto.